# Archidiocèse de Tunja
L'archidiocèse de Tunja (en latin : archidioecesis Tunquensis ; en espagnol : arquidiócesis de Tunja) est un archidiocèse métropolitain de l'Église catholique en Colombie.

## Territoire
Il comprend 27 municipalités du département de Boyacá : Aquitania, Boyacá, Chíquiza, Chivatá, Ciénega, Cómbita, Cucaita, Cuítiva, Firavitoba, Iza, Motavita, Nuevo Colón, Oicatá, Paipa, Pesca, Samacá, Siachoque, Sora, Soracá, Sotaquirá, Toca, Tota, Tunja, Turmequé, Tuta, Ventaquemada et Viracachá.
Il a un territoire d'une superficie de 3 379 km2 divisé en 64 paroisses. Le siège archiépiscopal est dans la ville de Tunja où est située la cathédrale-basilique Saint-Jacques. À Firavitoba se trouve la basilique de Notre-Dame-des-Neiges (es).

## Historique
Le diocèse est érigé le 29 juillet 1880 par le décret Infinitus amor du pape Léon XIII en prenant une partie du territoire de l'archidiocèse de Santa Fé de Bogotà (aujourd'hui archidiocèse de Bogota) dont Tunja devient suffragant.
Il cède des portions de son territoire à plusieurs reprises pour l'érection de nouvelles circonscriptions ecclésiastiques : le 17 juillet 1893 pour l'érection du vicariat apostolique de Casanare, le 7 mars 1955 pour la création du diocèse de Duitama-Sogamosoet le 27 octobre 1962 pour l'agrandissement du diocèse de Barrancabermeja.
Il est élevé au rang d'archidiocèse métropolitain le 20 juin 1964 par la constitution apostolique Immensa Christi du pape Paul VI avec pour suffragants les diocèses de Duitama et Socorro et San Gil,.
Il cède encore des parties de son territoire le 26 avril 1977 pour l'érection des diocèses de Chiquinquiráet de Garagoaqui intègrent tous deux la province ecclésiastique de Tunja.

## Évêques et archevêques
- Severo García (18 novembre 1881 - 19 avrile 1886)
- José Benigno Perilla (17 mars 1887 - 13 mars 1903)
  - Sede vacante (1903-1905)
- Eduardo Maldonado Calvo (25 juillet 1905 - 31 mars 1932)
- Crisanto Luque Sánchez (9 septembre 1932 - 14 juillet 1950), nommé archevêque de Bogotà
- Ángel María Ocampo Berrio, S.J (6 décembre 1950 - 20 février 1970)
- Augusto Trujillo Arango (20 février 1970 - 2 février 1998)
- Luis Augusto Castro Quiroga, I.M.C (2 février 1998 - 11 février 2020)
- Gabriel Ángel Villa Vahos, dépuis le 11 février 2020